# 뤼미에르상
뤼미에르상(프랑스어: Prix Lumières, 영어: Lumières Award)은 프랑스의 영화상이다. 뤼미에르 아카데미에서 주관하며, 수상 대상은 전년도 프랑스어 영화이다. "프랑스의 골든 글로브상"이라고 불리기도 한다.

## 시상 부문

### 현재의 시상 부문
- 작품상 (Meilleur film, 1996년~)
- 감독상 (Meilleur réalisateur, 1996년~)
- 남우주연상 (Meilleur acteur, 1996년~)
- 여우주연상 (Meilleure actrice), 1996년~)
- 각본상 (Meilleur scénario original ou adaptation, 1996년~)
- 남우신인상 (Meilleur espoir masculin, 2000년~)
- 여우신인상 (Meilleur espoir féminin, 2000년~)
- 프랑스어 영화상 (Meilleur film francophone, 2003년~)
- 감독데뷔상 (Prix Heike Hurst du meilleur premier film, 2014년~)
- 촬영상 (Prix technique CST de la meilleure photo, 2008년~)
- 음악상 (Meilleure musique, 2016년~)
- 다큐멘터리 영화상 (Meilleur documentaire, 2006년~)
- 애니메이션 영화상 (Meilleur film d'animation, 2017년~)

### 현재의 특별상 부문
- 공로상 (Prix Lumières d'honneur, 2013년~)
- 특별상 (Prix Spécial des Lumières, 2013년~)

## 같이 보기
- 루이 들뤼크상